# Sint-Legierskerk (Boezegem)
De Sint-Legierskerk (Frans: Église Saint-Léger) is de parochiekerk van de gemeente Boezegem in het Franse Noorderdepartement.

## Geschiedenis
In 982 werd voor het eerst een aan Sint-Legiers gewijd kerkgebouw vermeld. Het patronaatsrecht berustte bij de Sint-Pietersabdij te Gent.
De huidige kerk werd gebouwd in 1534 en hing af van het bisdom Terwaan en vanaf 1559 van het bisdom Sint-Omaars. In 1566 zou de kerk een belangrijke restauratie hebben ondergaan. Ook in latere jaren werd er veel aan het gebouw verbouwd. Omdat de kerk laag gelegen was en aan de georiënteerde ligging tal van nadelen waren verbonden, werd de oriëntatie in 1904-1905 omgekeerd, waarbij de drie westgevels elk een neogotisch koor kregen met een veelhoekige afsluiting. De oude koren werden nu vlak afgesloten. Het betreft een driebeukige hallenkerk, uitgevoerd in natuursteen. Door de omkering heeft ook de toren een afwijkende positie verkregen.

## Interieur
De preekstoel is van 1748, maar bepaalde delen ervan kunnen ouder zijn. Het orgel is van 1834 en werd diverse malen gerestaureerd. Er zijn vier figuratieve glas-in-loodramen. Eén geeft de verschijning van Maria in Lourdes weer, drie andere, van 1904, tonen episoden uit het leven van Sint-Legiers.
Het hoofdaltaar werd omstreeks 1904 samengesteld uit 18e en 19e-eeuwse onderdelen. Er zijn twee belangrijke zijkapellen:
- De Sint-Barbarakapel met een draagbalk van 1669, een marmeren doopvont van ongeveer 1500, en een beeld van Benedictus Jozef Labre.
- De Sint-Niklaaskapel, het oudste deel van de kerk, dat teruggaat tot de 15e eeuw en aan de buitenzijde een fries met fantasiedieren toont.